# Palaeomicroides
Palaeomicroides là một chi bướm đêm nguyên thủy, nhỏ, màu kim loại thuộc bộ Lepidoptera, trong họ Micropterigidae.

## Các loài
- Palaeomicroides aritai Hashimoto, 1996
- Palaeomicroides caeruleimaculella Issiki, 1931
- Palaeomicroides costipunctella Issiki, 1931
- Palaeomicroides discopurpurella Issiki, 1931
- Palaeomicroides fasciatella Issiki, 1931
- Palaeomicroides marginella Issiki, 1931
- Palaeomicroides obscurella Issiki, 1931